# Saint-Agnan-de-Cernières
Saint-Agnan-de-Cernières település Franciaországban, Eure megyében. Lakosainak száma 154 fő (2022. január 1.). Saint-Agnan-de-Cernières Montreuil-l’Argillé, Saint-Pierre-de-Cernières és Mesnil-en-Ouche községekkel határos.

## Népesség
A település népessége az elmúlt években az alábbi módon változott:
| Lakosok száma | 136  | 140  | 124  | 133  | 143  | 148  | 161  | 165  | 166  | 154  |
|               | 1968 | 1982 | 1990 | 2006 | 2013 | 2015 | 2017 | 2019 | 2020 | 2022 |